# Thanatus frederici
Thanatus frederici là một loài nhện trong họ Philodromidae.
Loài này thuộc chi Thanatus. Thanatus frederici được J. Denis miêu tả năm 1941.